# 1951 في العراق
فيما يلي قوائم الأحداث التي وقعت خلال عام 1951 في العراق.

## كتب
من الكتب التي صدرت هذه السنة في العراق:
- 1 يناير – خوارق اللاشعور من تأليف علي الوردي.

## مواليد

### يناير
- 1 يناير – روني سوميك
- 1 يناير – ناجي صبري سياسي عراقي.
- 1 يناير – يونادم كنا سياسي عراقي.

### فبراير
- 2 فبراير – فتاح نصيف لاعب كرة قدم عراقي.
- 17 فبراير – برزان إبراهيم التكريتي

### يونيو
- 20 يونيو – رعد مجيد الحمداني

### يوليو
- 1 يوليو – فلاح حسن لاعب كرة قدم عراقي.
- 1 يوليو – ناجح حمود لاعب كرة قدم عراقي.

### أغسطس
- 9 أغسطس – عبد الرحمن مصطفى سياسي عراقي.

## وفيات

### يناير
- 1 يناير – إبراهيم الآلوسي (مواليد 1890) فقيه وداعية وقاضي وعالم مسلم.